# 壽康集團
壽康集團有限公司，簡稱壽康集團（英語：Endurance RP Limited，港交所：575），在1990年由James Mellon（董事會主席）於開曼群島註冊。英文名稱前身為「IREGENT.COM LIMITED」、「IREGENT GROUP LIMITED」和「勵晶太平洋有限公司」。
現時主要業務除了投資澳大利亞、加拿大、英國與香港股票外，還於中國內地經營煤礦項目，總裁為Jamie Alexander Gibson。
而股份則在1997年5月19日於香港交易所主板上市，而總部位於香港中環皇后大道中5號衡怡大廈8樓。

## 連結
- RegentPac.com （页面存档备份，存于）